# Ernst Albrecht (Politiker, 24. Juli 1914)
Ernst Albrecht (* 24. Juli 1914 in Vlotho; † 14. April 1977 in Voiron) war ein deutscher Politiker (SPD).

## Leben und Beruf
Nach dem Besuch der Volksschule absolvierte er zunächst eine Tischlerlehre. Während des Nationalsozialismus hat er heimlich Flugblätter verteilt und Widerstandskämpfer unterstützt. Nach dem Krieg trat Albrecht 1945 der SPD bei. Von 1947 bis 1977 war er als Justizangestellter beim Amtsgericht Vlotho tätig. Er war verheiratet und hatte zwei Kinder.

## Abgeordneter
Dem Kreistag des Kreises Herford gehörte er vom 8. April 1961 bis zum 14. April 1977 an.
Mitglied im Rat der Stadt Vlotho war Albrecht von 1956 bis 1968.
Vom 7. April 1973 bis zum 14. April 1977 war er Mitglied der Landschaftsversammlung des Landschaftsverbandes Westfalen-Lippe.

## Öffentliche Ämter
Vom 6. Oktober 1962 bis zu seinem Tod am 14. April 1977 war er unterbrochen Landrat des Kreises Herford.
Außerdem war er von 1961 bis 1968 Bürgermeister von Vlotho.

## Sonstiges
Am 3. September 1974 wurde Albrecht das Bundesverdienstkreuz am Bande verliehen. Außerdem erhielt er das Deutsche Feuerwehr-Ehrenkreuz.
In Herford und in Vlotho wurden die Ernst-Albrecht-Straßen nach ihm benannt. Er hat entscheidend an der Partnerschaft des Kreises Herford mit der französischen Stadt Voiron, die im Jahr 1965 formell besiegelt wurde, mitgewirkt. Er starb während eines Besuchs in Voiron. In Voiron erinnert ein Gedenkstein am Rathaus an ihn.